# Valentin Gramlich
Valentin Gramlich (* 21. Juni 1948 in Tettnang) ist ein deutscher politischer Beamter. Er war von 2006 bis 2011 Staatssekretär im Kultusministerium des Landes Sachsen-Anhalt.

## Leben und Beruf
Nach dem Abitur 1967 am Gymnasium Hausach und dem Wehrdienst (1967–69) studierte Gramlich von 1969 bis 1974 Chemie an der Albert-Ludwigs-Universität in Freiburg. Von 1974 bis 1975 besuchte er zudem den Vorbereitungsdienst für das höhere Lehramt. Von 1975 bis 1979 fertigte er seine Dissertation am Lehrstuhl für physikalische Chemie der Universität Freiburg an, parallel unterrichtete er Chemie und Physik am Wirtschaftsgymnasium Emmendingen. 1979 erfolgte ebenfalls in Freiburg die Promotion zum Doktor der Naturwissenschaften.
Von 1979 bis 1986 war Gramlich als Referent im Bundesministerium für Bildung und Wissenschaft in Bonn tätig, anschließend wurde er Abteilungsleiter im Bundesinstitut für Berufsbildung in  Berlin. 1991 wechselte er in die Landesverwaltung Sachsen-Anhalts und wurde zunächst Abteilungsleiter im Kultusministerium. Von 1994 bis zu seiner Ernennung zum Staatssekretär 2006 leitete er verschiedene Abteilungen innerhalb der Staatskanzlei von Sachsen-Anhalt.
Valentin Gramlich ist verheiratet und hat fünf Kinder.

## Politik
Von 2006 bis 2011 war Gramlich Staatssekretär für die Bereiche Wissenschaft, Forschung und Kultur im Kultusministerium des Landes Sachsen-Anhalt, Amtschef und Bildungsstaatssekretär war Winfried Willems. Mit dem Antritt der Regierung Haseloff I im April 2011 wurde Gramlich in den einstweiligen Ruhestand versetzt.

## Quelle
- Lebenslauf von Valentin Gramlich beim Kultusministerium Sachsen-Anhalt

| Personendaten    | Personendaten                                         |
| ---------------- | ----------------------------------------------------- |
| NAME             | Gramlich, Valentin                                    |
| KURZBESCHREIBUNG | deutscher Politiker, Staatssekretär in Sachsen-Anhalt |
| GEBURTSDATUM     | 21. Juni 1948                                         |
| GEBURTSORT       | Tettnang                                              |